# Российская ассоциация электронных коммуникаций
Ассоциация электронных коммуникаций (РАЭК, РАЭ+К, RAEC) — некоммерческая организация, объединяющая крупнейших игроков российской интернет-отрасли.

## Члены
В РАЭК входит более 100 компаний, среди которых: 1С-Битрикс, Google, HeadHunter, Mail.ru, Microsoft, OZON.ru, RU-CENTER,WebMoney Transfer, Ашманов и партнёры, Интерфакс, Лаборатория Касперского, Рамблер, РИА-Новости, РосБизнесКонсалтинг, РОЦИТ, Эхо Москвы и другие.

## Постоянная деятельность
В составе РАЭК функционирует ряд специализированных комиссий, а именно
- Комиссия по правовым вопросам
- Комиссия по информационной безопасности и киберпреступности
- Комиссия по веб-разработке
- Комиссия хостинг-провайдеров и регистраторов
- Комиссия по электронной коммерции
- Комиссия по образованию и кадрам
- Комиссия по медиаконтенту
- Комиссия по SaaS-технологиям
- Комиссия по Интернет-СМИ

## Мероприятия
Являясь одной из авторитетных отраслевых ассоциаций, РАЭК регулярно проводит различные отраслевые и тематические мероприятия, наиболее известными из которых являются:
- Премия Рунета;
- Российский интернет-форум;
- Russian Internet Week

Некоторые из этих мероприятий посещались первыми лицами страны.
РАЭК является официальным партнёром Национального конкурса корпоративных медиа «Серебряные нити».

## Публичная активность РАЭК

### Участие в полемике поколлективному управлению авторскими и смежными правами
РАЭК публично выступает против монополии РАО на управление коллективными правами по распространению музыки в Интернете. Эти выступления привязывались к лоббировавшимся и РАО и РСП попыткам законодательно закрепить сбор вознаграждений с сайтов, размещающих музыку и находящихся в доменных зонах .ru и .рф.

### Борьба противспамаи подготовка законопроекта против него
В 2009-2010 гг. РАЭК начала активную информационную кампанию против спама.
Ассоциацией были проведены исследования ущерба, который наносит экономике России спам, проводились публичные мероприятия, посвящённые разоблачению спамеров. Эти действия производились в рамках объявленной РАЭК кампании "Рунет без спама".
Кроме этого, РАЭК в сотрудничестве с Подкомитетом по технологическому развитию Комитета Государственной Думы ФС РФ по информационной политике, информационным технологиям подготовил законопроект о борьбе со спамом., предусматривавший введение административной и уголовной ответственности за этот вид деятельности. (Точное название этого законопроекта - Проект Федерального закона «О внесении изменений в некоторые законодательные акты Российской Федерации в целях противодействия заказу, производству и распространению несанкционированных электронных сообщений (спама)»).
Интересным является тот факт, что активность РАЭК в сфере борьбы со спамом связывали и с руководителем входящей в ассоциацию компании Chronopay Павлом Врублевским и с депутатом ГД РФ Ильей Пономаревым, публично критиковавшем Врублевского и писавшего на него депутатский запрос.
Результат законотворческой деятельности в этой сфере был неочевидным. По состоянию на конец 2012 года законопроект не прошёл профильный комитет ГосДумы.

### Участие в полемике вокругЗакона об ограничения доступа к противоправной информации в сети Интернет
После начала широкого публичного освещения в прессе законопроекта о создании Единого реестра запрещённых сайтов РАЭК проявил серьёзную публичную активность в полемике вокруг этого законопроекта. Представители организации, в частности, участвуя в совещаниях в Роскомнадзоре, озвучивали идею не распространять действие закона на общественно-политические онлайн-СМИ..
После вступления закона в силу, РАЭК взяла на себя роль организатора взаимодействия отрасли и ответственного за ведение реестра Роскомнадзора. РАЭК обеспечила организованную передачу контактных адресов от членов ассоциации в Роскомнадзор, что было необходимо для того, чтобы претензионные письма Роскомнадзора по контенту на сайтах членов ассоциации не терялись.
Кроме этого РАЭК продолжила работу по вопросу о возможном изменении законодательства. В частности, на расширенном заседании объединенной рабочей группы Федерального Собрания Российской Федерации при Минкомсвязи России по вопросам безопасного интернета, прошедшем 30 ноября 2012 РАЭК озвучила свои предложения о внесении изменений в закон, минимизирующих необходимость блокировки сайтов. Одновременно, РАЭК выступила против передачи ведения реестра запрещённых сайтов саморегулируемой некоммерческой организации до того, как предложенные ассоциацией поправки к законодательству будут реализованы.

### Работа РАЭК по имплементацииUDRPдля российских доменов
В рамках работы комиссии хостинг-провайдеров и регистраторов РАЭК ведётся работа по обсуждению применимости и адаптации UDRP к российским условиями.

### Борьба санонимностьюв Интернет
Модельный закон «Об основах регулирования Интернета», разработанный РАЭК был принят на Межпарламентской Ассамблее государств-участников СНГ. Закон гласит, что "государство устанавливает обязанность операторов услуг Интернета хранить информацию о пользователях и об оказанных им услугах не менее 12 месяцев и предоставлять данные сведения по запросу судебных и (или) правоохранительных органов". Модельные законы СНГ не имеют прямого действия, а служат в целях унификации законодательства в рамках этой организации.